# Félix le Dantec
Félix-Alexandre Le Dantec (Plougastel-Daoulas, 16 de gener de 1869 - París, 6 de juny de 1917) va ser un biòleg i filòsof de la ciència francès.
El 1888 entrà a treballar a l'Institut Pasteur formant part de l'equip d'Ilià Ilitx Métxnikov. El servei militar el portà a Indoxina, amb destinacions a Tonkin i després a Laos, on participà en la "mission Pavie" el 1889-1890. Es va doctorar en ciències naturals el 1891 amb una tesi titulada Digestion intracellulaire chez les protozoaires. Louis Pasteur l'envià a São Paulo (Brasil) per fundar-hi un laboratori destinat a estudiar la febre groga. Quan tornà va ser nomenat professor universitari (mestre de conferències) a Lió. El 1899 ocupà a la Sorbonne una càtedra d'embriologia general.

## Obres
- La rivière Noire (Annales de Géographie, 1891)
- Les peuples de la rivière Noire (Annales de Géographie, 1891)
- Recherches sur la digestion intracellulaire chez les protozoaires (1891)
- Symbiose des algues (Annales de l'Institut Pasteur, 1892)
- Matières vivantes (1895)
- Théorie nouvelle de la vie (1896) Plantilla:Lire en ligne
- Le Déterminisme biologique et la Personnalité consciente (1897)
- Évolution individuelle et hérédité (1898)
- Lamarckiens et darwiniens (1898)
- Darwin, Revue de Paris (1901)
- Le conflit, entretiens philosophiques (1901)
- Les colonies (introduction à l'étude de la pathologie exotique) (Questions diplomatiques et coloniales, 1902)
- La lutte universelle (1906)
- L'athéisme (1907)
- De l'homme à la science (1908)
- Science et conscience (1908)
- La Crise du transformisme (1909)
- L'Egoïsme, seule base de toute société (1911)
- Le Chaos et l'Harmonie universelle (1911)
- La science de la vie (1912)
- Les influences ancestrales (1917)
- Le Problème de la mort et la Conscience universelle (1917)
- Savoir ! Considérations sur la Méthode scientifique, la guerre et la morale (1917)

## Homenatges
A París, l'any 1934 li va ser dedicat el carrer Le Dantec (rue Le Dantec). El lycée Félix-Le Dantec de Lannion també porta el seu nom. També hi ha una rue Félix Le Dantec a Saint-Brieuc.